# Gloria Brown
Gloria Brown (ur. 19 września 1989 w Filadelfii) – amerykańska koszykarka grająca na pozycjach silnej skrzydłowej oraz środkowej.

## Osiągnięcia
Stan na 1 lutego 2017, na podstawie, o ile nie zaznaczono inaczej.
College
- Uczestniczka turnieju NCAA (2012)
- Mistrzyni:
  - sezonu regularnego konferencji USA NCAA (2012)
  - turnieju konferencji USA (2012)
- MVP:
  - regionu XIV
  - turnieju:
    - regionu XIV
    - konferencji USA NCAA (2012)
- Najlepsza:
  - nowo-przybyła zawodniczka konferencji USA NCAA (2011)
  - rezerwowa konferencji USA NCAA (2011, 2012)
- Zaliczona do:
  - I składu:
    - konferencji USA (2012)
    - defensywnego konferencji USA (2012)
    - turnieju:
      - NJCAA (2010)
      - turnieju konferencji USA (2012)

  - honorable mention All-American
  - II składu konferencji USA (2011)

Drużynowe
- Mistrzyni Portoryko (2013)

Indywidualne
- Defensywna zawodniczka roku ligi portorykańskiej BSNF (2013 według latinbasket.com)
- Najlepsza skrzydłowa BSNF (2013 według latinbasket.com)
- Zaliczona przez eurobasket.com lub latinbasket.com do:
  - I składu:
    - BSNF (2013)
    - defensywnego BSNF (2013)
    - zawodniczek zagranicznych ligi:
      - portorykańskiej (2013)
      - bułgarskiej (2014)

  - II składu ligi bułgarskiej (2014)
- Liderka w:
  - zbiórkach:
    - ligi portorykańskiej (2013)
    - bułgarskiej ligi NBL (2014)
    - PLKK (2015 – całego sezonu, włącznie z play-off)

  - blokach ligi portorykańskiej (2013)